# シーア飛行場
シーア飛行場（シーアひこうじょう、英語: Sia Airfield）は、ニューギニア島東部沖、トロブリアンド諸島のキリウィナ島北部に存在した飛行場。キリウィナ北飛行場（Kiriwina North Drome）としても知られる。滑走路の長さは5,900ft（約1,800m）。

## 概要
第二次世界大戦中の1943年8月、オーストラリア空軍第6飛行場建設中隊が建設し、アメリカ陸軍航空軍が使用した。南東から北西に走る滑走路の両側には、誘導路と防壁を備えていた。Googleマップで跡地が確認できる。